# Мавзолей Арыстанбаба
Мавзоле́й Арыстан баб (каз. Арыстанбаб кесенеcі) — мавзолей на могиле учителя и духовного наставника Ходжи Ахмеда Ясави религиозного мистика и проповедника Арыстанбаба. Мавзолей расположен в 150 километрах от города Шымкента, недалеко от города Отрар и села Шаульдер Отырарского района. Памятник архитектуры. Одно из главных мест посещения мусульман региона. С 1982 года мавзолей Арыстан-Баба находится под охраной государства.

## История строительства
Согласно преданиям, Арыстанбаб умер и был похоронен в окрестностях Отрара в XII веке. Вероятно, тогда же был сооружен его мавзолей, о котором нет достоверных сведений.
Доподлинно неизвестно что стало с мавзолеем после отрарской катастрофы, когда войска Джучи после семимесячной осады полностью уничтожили близрасположенный крупный город Отрар вместе со всем его населением.
В XIV веке по приказу Тимура на месте разрушавшегося здания было возведено новое сооружение. Но и оно не дошло до наших дней.
Первая известная перестройка мавзолея относится к XIV—XV векам. От этой постройки сохранились резные деревянные колонны айвана.
В XVIII веке на месте древнего мазара, разрушенного землетрясением, было построено двухкупольное сооружение с айваном, опирающимся на две резные деревянные колонны.
Здание XVIII века разрушилось и в 1909 году было отстроено заново, о чём гласит надпись на одном из картушей фриза.
В 1971 году из-за высокого уровня грунтовых вод, приведших её к аварийному состоянию, мечеть была снесена и отстроена заново на средства местного населения.

## Современный мавзолей
Мавзолей представляет собой усыпальницу и поминальную мечеть и является местом паломничества мусульман.
В настоящее время над могилой Арыстанбаба стоит мавзолей площадью 35×12 м, сложен из жжённого кирпича на алебастровом растворе в лицевой кладке стен. Протяжённый главный фасад фланкирован двумя минаретами и украшен фигурной кирпичной кладкой. Сохранившееся здание строилось в первое десятилетие XX века, оно является многокамерным комплексом поперечно-осевой композиции. Сооружение состоит из двух частей — двухкамерной усыпальницы (гурханы) и поминальной мечети, объединенных большим сводчатым коридором. Гурхана́ перекрыта двумя одинаковыми высокими сфероконическими куполами. В первом её помещении установлено огромное надгробие Арыстанбаба, во втором — помещены надгробия его учеников и последователей Хермет-Азыра, Карга-Баба, Лашын-Баба. Различные элементы сооружения поэтапно пристраивались к первоначальным помещениям, впоследствии гурхана и поминальная мечеть были объединены общей фронтальной стеной главного фасада с глубоким портальным помещением в центре, перекрытым стрельчатым сводом.
Портал отмечается как наиболее выразительный элемент архитектуры мавзолея, примечательно, что он не похож на типичный для Средней Азии пештак с арочной нишей в прямоугольном обрамлении, а выполнен в новой для этих мест архитектурной форме на основе декоративных элементов, заимствованных из европейского и русского зодчества XIX века.

### Легенды Арыстанбаба
Как говорится в легенде, по распоряжению Тамерлана над могилой Ходжа Ахмеда Ясави началось строительство мечети (1338—1405). Все попытки возвести стены терпели неудачу, сильная буря сносила их, по другой версии появление зелёного быка который все разрушал. Явившийся во сне Тимуру святой сказал, что сначала нужно построить мавзолей над могилой святого Арыстан-Баба, а затем над могилой Ходжи Ахмеда Ясави, что Тимур и сделал. Поэтому паломники первым посещают мавзолей учителя Арыстан-Баба, а потом мавзолей Ходжи Ахмеда Ясави.

## Реликвии
- Сохранилась пара резных деревянных колонн, которые исследователи относят ко второму периоду строительства этого мавзолея (XIV—XV вв.).
- В мавзолее под стеклом представлен Коран — великолепный образец средневекового каллиграфического искусства.

## Исследования мавзолея
Еще одним местом, в котором есть мавзолей Арыстан баб, является область Ош, Кыргызстан. Однако, по словам исследователя кыргызской религии С. М. Абрамзона, местные жители считают Арыстан баба, захороненного здесь, воином, сражающегося против калмыков. Ошский Арыстан баб является человеком, жившим в XVII-XVII века.
Здание, построенное над могилой Арыстанбаба, впервые было опубликовано в научной литературе 1898 года в статье И. Т. Пославского «Развалины города Отрара».
В 1903 году мавзолей упоминался в докладе члена Туркестанского кружка археологов-любителей А. Черкасова. Его удивила могила Арыстанбаба в углу комнаты мавзолея: «Надгробие Арстан — Баба такой же формы, как и остальные, покрыто куском белого коленкора и поражает своими размерами. Такого роста, по словам шейха, достигал и сам святой…». В дальнейшем исторические сведения А. Черкасова были переведены на русский и французский языки.
Они также упоминаются в трудах И. А. Кастеньена «Древности Киргизской степи и Оренбургского края». После длительного промежутка времени, научное описание мавзолея Арыстанбаба было опубликовано в статье 1950 года В. В. Костантинова «Некоторые архитектурные памятники по среднему течению р. Сырдарьи».
В 1987 году была опубликована статья М.Сембина «Білім мен Еңбекте» о данном мавзолее. Опираясь на информацию из книги О.Дастанова «Әулиелі жерлер туралы шындық», он написал в своей статье о том, что архитектором мавзолея Арыстанбаб являлся ташкентский Ескендир кажы.